# Alfred Ernest Cross
Alfred Ernest Cross, né le 26 juin 1861 à Montréal et mort le 10 mars 1932 en Alberta, est un homme politique canadien, éleveur et brasseur, reconnu comme l'un des quatre grands fondateurs du Stampede de Calgary en 1912. 

## Biographie

### Jeunesse
Né à Montréal, Cross est l'aîné de sept enfants. Il a suivi une formation de chirurgien vétérinaire. 
Il s'installe en Alberta en 1884 pour travailler dans un ranch situé près de l'actuelle Cochrane, propriété de Matthew Henry Cochrane (en).
En 1899, il épouse Helen Rothney Macleod (1878-1959), fille du colonel James Macleod (en), commissaire de la Police montée du Nord-Ouest.

### Homme d'affaires
En 1886, Cross devient propriétaire de son propre ranch, le A7 Ranche, situé près de l'actuelle Nanton, en Alberta . 
Il est rentré à Montréal pour subir une appendicectomie[Quand ?]. Quand il revient à Calgary en 1891, il est titulaire d'un diplôme attestant qu'il a été formé comme apprenti brasseur et il a fondé la Calgary Brewing and Malting Company, la première brasserie des Territoires du Nord-Ouest.

### Ranchmen's Club
En 1891, il est membre fondateur du club le plus ancien et le plus exclusif de Calgary, le Ranchmen's Club. 

### Politique
En 1898, il s'engage en politique. Il est élu député à l'Assemblée législative dans le district de Calgary Est. 
Cross est très impliqué dans la communauté, en tant que directeur et président du Calgary General Hospital, mais aussi comme président de l'Alberta Exhibition Association et président du Calgary Board of Trade en 1909. 

### Stampede de Calgary
À l'été 1912, Cross, avec Patrick Burns, George Lane et Archie McLean (The Big Four) ont réuni le montant combiné de 100 000 $ pour financer le premier Stampede de Calgary qui s'est déroulé en septembre 1912.

## Héritage
Il est mort en 1932. Les lieux suivants lui ont été dédiés : 
- AE Cross Junior High School situé à Calgary, en Alberta[6].
- Le Big Four Building au Stampede Grounds, à Calgary, en Alberta.